# Oncejera
Se llama oncejera a un instrumento destinado a cazar pájaros pequeños. 
La oncejera es una rueda de pergamino o papel con un agujero en medio. En algunos pueblos, los muchachos arrojan a los vencejos u oncelos estos papeles o pergaminos valiéndose de una cuerda o bramante que tiene atada a un extremo una piedrecilla, un pedazo de tela o cualquier otro peso. Pasan la cuerda por el agujero del pergamino o papel y cogiéndola por el extremo libre, lo tiran todo al aire cuando los vencejos vuelan en bandadas. La cuerda con el peso cae a tierra al instante. El pergamino o papel no tan pronto y rara vez un vencejo mete el cuerpo por el agujero del papel y cae al suelo.